# غولدن كاموي
كاموي الذهبي (باليابانية: ゴールデンカムイ، بالروماجي:  Gōruden Kamui) (بالإنجليزية: Golden Kamuy) هي سلسلة مانغا يابانية من تأليف ساتورو نودا، نشرت من قبل شوئيشا في مجلة يونغ جمب الأسبوعية، منذ 21 أغسطس 2014. اقتبست إلى أنمي تلفزيوني من قبل استوديو جينو ستوديو، عرض في الأنمي في 9 أبريل عام 2018 واستمر عرضه حتى 24 ديسمبر عام 2018، وتكون من 24 حلقة + 3 أوفا.

## القصة
تدور أحداث القصة عن سايتشي سوغيموتو، وهو من اقدام المحاربين في معركة 203 التل في الحرب الروسية اليابانية، يعمل كعامل منجم في هوكايدو من أجل توفير المال لأرملة رفيقه الميت. يسمع قصة عن وجود ذهب مخبأ، فيقرر البحث عنه برفقة فتاة من سكان الاينو.

## الشخصيات
سايتشي سوغيموتو (باليابانية: 杉元 佐一، بالروماجي: Sugimoto Saichi)
مؤدي الصوت: تشيكاهيرو كوباياشي
أسيربا (باليابانية: アシパ، بالروماجي:  Ashipa )
مؤدية الصوت: هاروكا شيرايشي
يوشيتاكي شيرايشي (باليابانية: 白石 由竹، بالروماجي: Shiraishi Yoshitake)
مؤدي الصوت: كينتارو إيتو
توشيزو هيجيكاتا (باليابانية: 土方 歳三، بالروماجي: Hijikata Toshizō)
مؤدي الصوت: جوجي ناكاتا
 يويتشي ناكامورا (أيام الشباب)
شينباتشي ناغاكورا (باليابانية: 永倉 新八، بالروماجي: Nagakura Shinpachi)
مؤدي الصوت: تاكايوكي سوغو
كازويا ناكاي (أيام الشباب)
تاتسوما أوشياما (باليابانية: 牛山 辰馬، بالروماجي: Ushiyama Tatsuuma)
مؤدي الصوت: كينجي نومورا

## وصلات خارجية
- موقع الأنمي الرسمي (باليابانية)
- غولدن كاموي نسخة محفوظة 19 أبريل 2015 على موقع واي باك مشين. عند يونغ جمب الأسبوعية (باليابانية)

- غولدن كاموي على موقع ANN manga (الإنجليزية)